# 121615 Marknoteware
121615 Marknoteware este o planetă minoră (asteroid) din centura de asteroizi. A fost descoperită pe 13 noiembrie 1999 la Catalina Station⁠(d) de Catalina Sky Survey. 
Obiectul prezintă o orbită caracterizată de o semiaxă mare de 3,0664137847484 UAi, o excentricitate de 0,26, o înclinație de 10,5 ° în raport cu ecliptica.